# Pic dels Veteranos
El Pic dels Veteranos o Gemelo Nord és una muntanya de 3.125 m d'altitud, amb una prominència de 39 m, que es troba al massís de Pocets, província d'Osca (Aragó).